# Tydaeolus tenuiclaviger
Tydaeolus tenuiclaviger är en spindeldjursart som först beskrevs av Thor 1931.  Tydaeolus tenuiclaviger ingår i släktet Tydaeolus, och familjen Iolinidae. Arten är reproducerande i Sverige.